# ميلاني بروس
ميلاني بروس (بالإنجليزية: Melanie Bruce)‏ هي راقصة على الجليد بريطانية، ولدت في 22 يناير 1972 في لندن في المملكة المتحدة.

## وصلات خارجية
- ميلاني بروس على موقع أوليمبيديا (الإنجليزية)